# Тутура
Тутура — река в Иркутской области России, правый приток Лены.
Длина реки — 222 км. Площадь водосборного бассейна — 7300 км². Вытекает из Большого Тутурского озера, протекает через Малое Тутурское озеро.

## Гидрология
Среднегодовой расход воды — 35 м³/с. Питание смешанное. Замерзает в октябре, вскрывается в мае. Характерны летние дождевые паводки.
| Средний расход воды (м³/с) реки Тутура по месяцам с 1936 по 1990 гг. (замеры производились на гидрологическом посту в районе д. Грехова, в 24 км от устья) |